# عباس مصلی‌نژاد
عباس مصلّی‌نژاد (متولد ۱۳۴۱، آبادان) استاد نمونه کشوری(۱۴۰۳)، استاد ممتاز دانشگاه تهران(۱۴۰۲)، استاد تمام وقت دانشکده حقوق و علوم سیاسی دانشگاه تهران است.

## زندگی
عباس مصلّی‌نژاد در آبادان متولد شد. تحصیلات ابتدایی خود را در دبستان مهرگان این شهر به پایان رساند و در سال ۱۳۵۸ در رشته اقتصاد در مقطع کارشناسی پذیرفته شد. سپس کارشناسی ارشد را در رشته علوم سیاسی در سال ۱۳۶۷در دانشگاه تهران آغاز نمود و پس از آن در سال ۱۳۷۸ وارد رشته علوم سیاسی در مقطع دکتری شد. در سال ۱۳۸۲ نیز دوره پسادکتری «سیاستگذاری راهبردی» را در دانشگاه تهران آغاز نمود که در سال ۱۳۸۴ خاتمه یافت. وی دارای مدرک فوق دکتری در رشته سیاستگذاری راهبردی می‌باشد.

## سوابق دانشگاهی
- استاد نمونه کشوری در سال ۱۴۰۳
- استاد ممتاز دانشگاه تهران سال ۱۴۰۲
- استاد نمونه دانشکده حقوق و علوم سیاسی دانشگاه تهران در سال ۱۳۹۴
- استاد تمام وقت دانشکده حقوق و علوم سیاسی دانشگاه تهران
- پژوهشگر برجسته سال ۱۳۹۵ دانشگاه تهران
- پژوهشگر نمونه سال ۱۳۹۳ دانشگاه تهران
- عضو هیأت‌ امناء دانشگاه خاتم از سال ۱۳۹۲
- عضو هیأت‌ امناء دانشگاه تهران از سال ۱۳۹۳
- عضو هیأت‌ امناء دانشگاه صنعتی شریف از سال ۱۳۸۳ تا سال ۱۴۰۱
- عضو هیأت‌ امناء دانشگاه علامه طباطبایی از سال ۱۳۹۲ تا سال ۱۴۰۱

## تدریس
عباس مصلّی‌نژاد در سال ۱۳۸۱ به عضویت هیأت‌علمی دانشگاه تهران درآمد و به تدریس در  دانشکده حقوق وعلوم سیاسی پرداخت. زمینه اصلی مطالعات و پژوهش‌های وی، اقتصاد سیاسی، به ویژه در کشورهای جهان سوم است. در جلسه ۱۳۹۲/۱۰/۲۵ هیأت‌ممیزه دانشگاه تهران، عباس مصلّی‌نژاد به مرتبه «استادی» ارتقاء یافت و از آن تاریخ تاکنون به عنوان استاد تمام دانشکده حقوق و علوم سیاسی فعالیت می‌نماید.

## آثار علمی و پژوهشی

#### الف:تألیف کتاب ها:
از دکتر عباس مصلّی‌نژاد تاکنون ۱۵ عنوان کتاب به چاپ رسیده است:
1. سیاستگذاری راهبردی، رهیافت‌ها و عناصر تشکیل دهنده (۱۴۰۲)
2. سیاستگذاری راهبردی قدرت‌های بزرگ و بازیگران منطقه‌ای (۱۴۰۱)
3. سیاست‌گذاری راهبردی در تئوری و عمل(۱۴۰۰) (کتاب برگزیده دانشگاهی سال ۱۴۰۱)
4. آسیب‌شناسی توسعه اقتصادی در ایران (با حذف و اضافات جدید)(۱۴۰۰)
5. دولت و توسعه اقتصادی در ایران (با حذف و افزوده‌های جدید) (۱۳۹۹)
6. اقتصاد سیاسی ایران(۱۳۹۵)
7. اقتصاد سیاسی مبانی ،کارکرد و فرایند(۱۳۹۴)
8. نهاد گرایی و جهانی شدن (۱۳۹۳)
9. اقتصاد سیاسی بین‌الملل (۱۳۹۳)
10. سیاستگذاری ساختار قدرت در ایران (۱۳۹۲) (کتاب برگزیده دانشگاهی سال ۱۳۹۳)
11. سیاست گذاری اقتصادی مدل ،روش و فرایند (۱۳۹۰) (کتاب برگزیده نوزدهمین جشنواره کتاب فصل اسفند سال ۱۳۹۰)
12. مبانی علم اقتصاد و سیاست (۱۳۸۷)
13. فرهنگ سیاسی در ایران (۱۳۸۷)
14. پایان جمهوری‌خواهی در ایران(۱۳۸۳)
15. جمهوری‌خواهی در ایران (۱۳۸۳)

#### ب: مقالات:
از ایشان تاکنون ۱۰۰ مورد مقالات در مجلات ISI و علمی پژوهشی به چاپ رسیده است.